# Meir Haratz
Meir Haratz (în idiș și ebraică:מאיר חרץ, n.23 septembrie 1912 Șuri, Drochia, Basarabia - 1993 Ierusalim,Israel) a fost un poet evreu de limbă idiș, originar din Basarabia, care a activat în România, Uniunea Sovietică și Israel.

## Biografie

### Copilăria și tinerețea
Meir Haratz s-a născut ca Meir-Haim Leibovici Haratz în satul Șuri, din ținutul Soroca din Basarabia, pe atunci gubernie a Imperiului Rus, (în zilele noastre în raionul Drochia din Republica Moldova) și a crescut în orășelul Mărculești.
În tinerețe, în timpul administrației românești, a activat în mișcarea sionistă socialistă de tineret „Hashomer Hatzair” și în cadrul Fondului Național Evreiesc (Keren Kayemet). Curând, a părăsit familia și Mărculeștiul și s-a mutat la Cernăuți, unde a practicat mai multe meserii. 

### Anii prebelici în România
În anul 1932 și-a făcut debutul literar în paginile revistei „Vinten” din Soroca. Din capitala bucovineană Haratz a început să trimită spre publicare versuri în revista idiș „Șoiben” („Geamuri”)  care apărea la București sub redacția lui Iakov Sternberg și a lui Shlomo Bickel. În anul 1935 a mai publicat poezii în diferite periodice în limba idiș, inclusiv în „Cernovitzer Bletter” (Foi cernăuțene), „Naye Folksțaitung” (Noua gazetă populară) , „Literarișe Bletter” (Foi literare) și „Farois” (Înainte) din Varșovia, „Idișe Kultur” (Cultura evreiască) din Statele Unite și „Parizer Șriften” (Scrieri pariziene) din Paris, bucurându-se de aprecierea criticilor literari. 
Haratz a studiat la Cernăuți, la un Seminar pentru profesori de limba și literatura idiș, alături de literații Yehiel Schreibmann, Eliezer Podriacik, Berl Roizen și de poetul Erșl Tzvi Tzelman.

### În Uniunea Sovietică
După ocuparea Basarabiei și a Bucovinei de nord de către armata sovietică în vara anului 1940 Haratz s-a mutat la Chișinău, unde a fost angajat la un liceu ca profesor de limba și literatura idiș. Odată cu începerea campaniei militare a Germaniei naziste, aliată cu România, contra Uniunii Sovietice, Haratz a fost evacuat în Asia Centrală sovietică.  
După încheierea celui de-al Doilea Război Mondial, la finele anului 1945 s-a mutat la Moscova, iar după scurt timp s-a întors la Cernăuți, care din 1944 fusese reanexat la Uniunea Sovietică. În Uniunea Sovietică, Haratz a publicat poezii în publicațiile în idiș permise de regim, „Einikait”, organul Comitetului Evreiesc Antifascist creat în U.R.S.S în anii războiului, și gazeta „Ștern” din Kiev.
În timpul prigoanei lansate în 1948 de Stalin împotriva intelectualilor evrei și a culturii idiș, Meir Haratz a fost arestat în martie 1949 și deținut într-un lagăr de muncă silnică până în anul 1955. După eliberare și reabilitare, a revenit la Cernăuți , unde a lucrat ca profesor la o școală în limba rusă și deoarece pentru o perioadă aproape că nu mai existau în URSS publicații în limba idiș, a colaborat la gazete din Polonia - „Folksștime” din Varșovia și „Idișe Șriften” din Lodz. În martie 1961 ziarul „Radianska Bukovina” din Cernăuți l-a criticat pentru „naționalism evreiesc” sub motivul ca scria la gazete idiș din străinătate. După ce în acel an regimul Hrușciov a permis apariția la Moscova a revistei literare în idiș „Sovetiș Heimland” (Patria sovietică), Haratz a început să trimeată poezii și acestei noi publicații, de la primul ei număr.  
În anul 1965 versuri de Haratz au fost incluse într-o culegere de poezii de autori sovietici de limbă idiș - „Horizonten” (Orizonturi), publicată de editura „Sovietski Pisateli” (Scriitorul sovietic) 

### În Israel
În anul 1972 Haratz, a reușit, după multe eforturi, să obțină permisul autorităților sovietice de a emigra  în Israel, împreună cu fiicele sale, Sima și Brana. În noua țară, împreună cu Yossef Kerler, a publicat la Ierusalim „Yerușalmer Almanach” (Almanahul din Ierusalim) în limba idiș. De asemenea a publicat 
din creația sa în jurnale idiș israeliene și americane: Di Letzte Nayes (Ultimele Știri, care apărea la Tel Aviv), Folksblat și „Forverts” (Înainte) din New York. În această perioadă Haratz a participat la cercul literar al Almanahului literar din Ierusalim alături de poeții Motl Sakțier. Meir Elin, Haim Maltinski, Ruhl (Rahel) Boimwol, Ziame Telesin, Hirș Oșerovici, Leizer Podriacik, Eli Șehtman.
Acești ani au fost foarte fertili, Haratz publicând 10 volume de versuri și doua cărți de critică literară și memorii.  A publicat și traduceri în limba idis
din poezia lui Mihai Eminescu. Activitatea sa a fost onorată cu mai multe premii literare din S.U.A și Israel.  

## Meir Haratz și muzica
Versuri de Haratz au fost puse pe note de mai mulți cantautori, precum Leibu Levin și Meir Bogdanski, iar mai târziu - de Iefim Ciornâi din Chișinău și Assa Weisman, muzician cernăuțian care s-a stabilit in Statele Unite.

## Premii și onoruri
- 1975 - Premiul Atran din S.U.A.
- 1976 - Premiul Fichman din Israel
- 1986 - Premiul Itzik Manger - cel mai insemnat premiu din Israel pentru literatura în limbha idiș

## Volume de versuri
- אױפֿן ראַנדן פֿון טעג, Tel Aviv, 1969.
- הימל און ערד, Ierusalim, 1973.
- אין פֿרעמדן גן-עדן, Tel Aviv, 1974.
- לידער צו אײגענע, Tel Aviv, 1975.
- שטערן אױף הימל, Ierusalim, 1977.
- דאָס פֿינעפֿטע ראָד, Ierusalim, 1978.
- גרינער װינטער — מאַרקולעשט, Ierusalim, 1982.
- געקליבענע לידער און געצײלטע פּאָעמעס, Ierusalim, 1983.
- אַנפֿאַס, אין פּראָפֿיל און הינטער די פּלײצעס, Tel Aviv, 1993.
- נאָכן סך-הכּל,(Nohen Sahakel - „După toate” - culegere de poezii alese în patru volume, Tel Aviv, 1987, 1989, Ierusalim, 1992, 1993.